# Clusia fistulosa
Clusia fistulosa är en tvåhjärtbladig växtart som beskrevs av José Cuatrecasas. Clusia fistulosa ingår i släktet Clusia och familjen Clusiaceae. Inga underarter finns listade i Catalogue of Life.